# Le Triadou
Le Triadou é uma comuna francesa na região administrativa de Occitânia, no departamento de Hérault. Estende-se por uma área de 6,3 km². Em 2010 a comuna tinha 531 habitantes (densidade: 84,3 hab./km²).